# Dog Days Are Over
"Dog Days Are Over" é uma música da banda inglesa de indie rock Florence and the Machine de seu álbum de estréia Lungs (2009). Inicialmente, foi programado para lançamento em 24 de novembro de 2008 através da Moshi Moshi Records no Reino Unido, como o segundo single do álbum, mas foi posteriormente lançado para lançamento em 1 de dezembro de 2008. Um dia depois, em 2 de dezembro de 2008, o single foi lançado em formato de download e sete de vinil em polegadas através dos arquivos IAMSOUND nos EUA. O lado B do o single é uma cover de "You Got the Love" de The Source com Candi Staton, que mais tarde foi confirmado como uma faixa em seu álbum de estréia e o quinto single da banda. O single alcançou os 30 melhores no Canadá, Irlanda, Reino Unido e Estados Unidos.
Uma versão demo de "Dog Days Are Over" é apresentada no disco dois da edição de luxo de Lungs. Um remix Optimo de seis minutos e quarenta segundos de duração de "Dog Days Are Over" também foi disponibilizado. Uma versão acústica da música foi tocada ao vivo no Radio 1 Big Weekend da BBC. A faixa foi realizada em um grande número de festivais de alto perfil até 2008 e 2009, incluindo os festivais de Reading e Leeds. A banda também apresentou a música no show Mercury Prize 2009 e no BBC Introducing.

## Relançamento de 2010
A música foi re-lançada no mercado do Reino Unido em 11 de abril de 2010, acompanhada de um novo vídeo. Quando questionada sobre por que haveria um novo vídeo, ela afirmou: "O original era tão barato [...] Era uma câmera de vídeo em uma floresta, com meu pai e sanduíches da Marks & Spencer."

## Gráficos e certificações
| Parada musical (2008-12)                           | Melhor posição |
| -------------------------------------------------- | -------------- |
| Austrália - ARIA                                   | 47             |
| Bélgica - (Ultrapop 50 Flanders)                   | 21             |
| Bélgica - (Ultratip Wallonia)                      | 47             |
| Brasil - (ABPD)                                    | 48             |
| Canadá - Canadian Hot 100                          | 19             |
| Irlanda - (IRMA)                                   | 6              |
| Itália - (FIMI)                                    | 83             |
| Nova Zelândia - Recorded Music NZ                  | 27             |
| Escócia - (SSAC)                                   | 16             |
| Reino Unido - UK Singles Chart                     | 23             |
| Estados Unidos - Billboard Hot 100                 | 21             |
| Estados Unidos - Billboard Hot Rock Songs          | 9              |
| Estados Unidos - Billboard Adult Alternative Songs | 1              |
| Estados Unidos - Billboard Adult Top 40            | 11             |
| Estados Unidos - Billboard Alternative Songs       | 8              |
| Estados Unidos - Billboard Dance Club Songs        | 4              |

### Certificações
| Região                | Certificação | Unidades/vendas |
| --------------------- | ------------ | --------------- |
| Austrália - ARIA      | 7× Platina   | 490 000^        |
| Estados Unidos - RIAA | 4× Platina   | 3 151 000       |
| Itália - (FIMI)       | Platina      | 50 000          |
| Nova Zelândia - RMNZ  | 4× Platina   | 120 500*        |
| Reino Unido - BPI     | 3× Platina   | 1 800 000       |

## Impacto cultural
De acordo com o perfil Brasil Fede Covid, a música foi de longe a mais tocada em festas de ano-novo no Brasil durante a pandemia de COVID-19 em 2020.